# Vattenbad

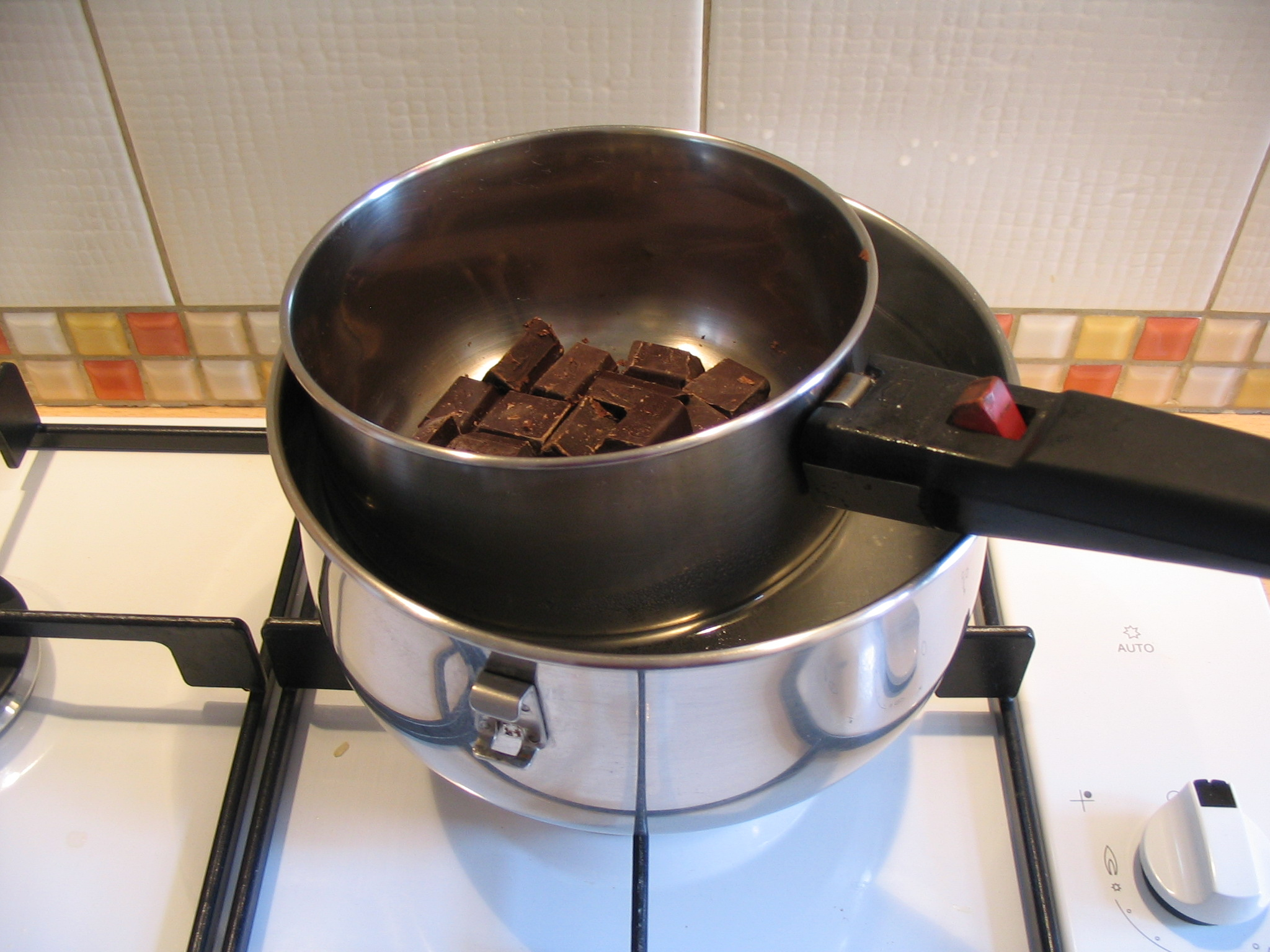
Vattenbad

Vattenbad innebär att en kastrull fylld till ungefär hälften med vatten värms så att vattnet kokar. Vattenångan värmer sedan till exempel ett fat eller mindre kastrull som därmed aldrig kan uppnå en temperatur som gör att det som ska smältas bränner fast eller skadas av för hög temperatur.
Används ofta inom matlagning för till exempel att smälta blockchoklad, smältning av tvål och stearin etc. Metoden används även vid smältning och varmhållning av animaliskt lim.